# سوزی دوله
سوزی دوله (فرانسوی: Suzy Delair‎؛ زادهٔ ۳۱ دسامبر ۱۹۱۷ – درگذشته ۱۵ مارس ۲۰۲۰) بازیگر و خواننده اهل فرانسه بود.
از فیلم‌ها یا برنامه‌های تلویزیونی که وی در آنها نقش داشته‌است می‌توان به ژروز، روکو و برادرانش، آتول کا و ماجراهای دیوانه‌وار خاخام جیکوب اشاره کرد.
سوزی دوله در ۱۵ مارس ۲۰۲۰، در سن ۱۰۲ سالگی درگذشت.